# Le Désert
Le Désert és un municipi francès situat al departament de Calvados i a la regió de Normandia. L'any 2007 tenia 76 habitants.

## Demografia

### Població
El 2007 la població de fet de Le Désert era de 76 persones. Hi havia 24 famílies de les quals 4 eren unipersonals (4 homes vivint sols), 4 parelles sense fills, 12 parelles amb fills i 4 famílies monoparentals amb fills.
La població ha evolucionat segons el següent gràfic:
Habitants censats

### Habitatges
El 2007 hi havia 36 habitatges, 29 eren l'habitatge principal de la família, 5 eren segones residències i 2 estaven desocupats. Tots els 36 habitatges eren cases. Dels 29 habitatges principals, 16 estaven ocupats pels seus propietaris i 13 estaven llogats i ocupats pels llogaters; 7 tenien tres cambres, 9 en tenien quatre i 13 en tenien cinc o més. 27 habitatges disposaven pel capbaix d'una plaça de pàrquing. A 12 habitatges hi havia un automòbil i a 17 n'hi havia dos o més.

### Piràmide de població
La piràmide de població per edats i sexe el 2009 era:
| Homes | Edats   | Dones |
| ----- | ------- | ----- |
| 0     | 95 o +  | 0     |
| 0     | 90 a 94 | 0     |
| 0     | 85 a 89 | 0     |
| 0     | 80 a 84 | 0     |
| 0     | 75 a 79 | 4     |
| 0     | 70 a 74 | 0     |
| 0     | 65 a 69 | 0     |
| 0     | 60 a 64 | 0     |
| 0     | 55 a 59 | 0     |
| 4     | 50 a 54 | 0     |
| 4     | 45 a 49 | 8     |
| 0     | 40 a 44 | 0     |
| 12    | 35 a 39 | 4     |
| 4     | 30 a 34 | 4     |
| 4     | 25 a 29 | 8     |
| 0     | 20 a 24 | 0     |
| 4     | 15 a 19 | 8     |
| 0     | 10 a 14 | 0     |
| 0     | 5 a 9   | 4     |
| 0     | 0 a 4   | 8     |

## Economia
El 2007 la població en edat de treballar era de 54 persones, 42 eren actives i 12 eren inactives. De les 42 persones actives 41 estaven ocupades (25 homes i 16 dones) i 1 aturada (1 dona i 1 dona). De les 12 persones inactives 6 estaven jubilades, 2 estaven estudiant i 4 estaven classificades com a «altres inactius».
Activitats econòmiques
Dels 2 establiments que hi havia el 2007, 1 era d'una empresa de construcció i 1 d'una empresa classificada com a «altres activitats de serveis».
L'any 2000 a Le Désert hi havia 11 explotacions agrícoles.

## Poblacions més properes
El següent diagrama mostra les poblacions més properes.